# Palijativna sedacija
U medicini, posebno u terminalnoj skrbi, palijativna sedacija (također poznata
kao terminalno umirenje, kontinuirana duboka sedacija ili sedacija za nerješivu tjeskobu
umirućeg pacijenta) je palijativna metoda olakšavanja boli pacijenata tijekom njihovih
posljednjih nekoliko sati ili dana života, obično putem kontinuirane intravenske ili
potkožne infuzije sedativa. Ona predstavlja posljednje utočište za pacijente čiji simptomi
ne mogu biti kontrolirani nekim drugim sredstvima. Tu opciju treba razlikovati od
eutanazije jer je cilj palijativne sedacije kontrola simptoma kroz umirenje, ali ne i
skraćenje pacjentova života, dok je cilj eutanazije skratiti život radi uklanjanja patnje.
Prema istraživanju iz 2009. godine, 16,5 % svih smrtnih slučajeva u Velikoj Britaniji
tijekom 2007. – 2008. zbio se nakon kontinuirane duboke sedacije. S druge strane,
istraživanje iz 2009. koje je obuhvatilo gotovo 4000 oboljelih iz Velike Britanije čije je
liječenje slijedilo liverpoolski način skrbi umirućih pacijenata pokazalo je da je 31 %
njih dobilo nisku dozu lijekova protiv boli prouzrokovane nemirom, a samo 4 % je dobilo
veće doze.

## Opća praksa
Palijativna sedacija često se pokreće na zahtjev pacijenta. Također može biti inicirana
od strane liječnika koji će porazgovarati o toj opciji s pacijentom i njegovom obitelji.
Palijativna sedacija može se koristiti u kratkim vremenskim razdobljima s planom buđenja
pacijenta nakon određenog vremenskog razdoblja, što terminalnu sedaciju čini manje
preciznim pojmom. Pacijent se umiruje u svrhu kontroliranja simptoma, zatim se pacijent
probudi kako bi se vidjelo jesu li simptomi iskontrolirani. U nekim slučajevima, palijativna
sedacija je započela s planom da se ne pokušava ponovno probuditi pacijenta. Jedan takav
primjer je pacijent s uznapredovalim tumorom u grlu koji komprimira njegov dušnik koji
ne želi intubaciju ili traheotomiju, tako da je na kraju kontroliranje simptoma nemoguće.
Umjesto doživljavanja smrti gušenjem, neki pacijenti će tražiti palijativnu sedaciju radi
olakšavanja njihovih simptoma kako se smrt bliži pošto su simptomi sve nepodnošljiviji.

## Korištenje lijekova
Tipičan lijek je midazolam, kratkodjelujući benzodiazepin. Opioidi poput morfija se ne koriste kao primarni lijek jer oni nisu učinkoviti sedativni lijekovi u usporedbi s benzodiazepinom. Međutim, ako je pacijent već bio na opioidima za ublažavanje boli, terapija za ublažavanje boli se i dalje primjenjuje dok se sedacija ne postigne. Ostali lijekovi uključuju haloperidol, klorpromazin i pentobarbital, propofol ili fenobarbital.

## Nelagoda
Dok je cilj palijativne sedacije uklanjanje boli i patnje, manji dio pacijenata i dalje doživljava bol, neraspoloženje ili mučninu; patnju koja je obično nepoznata djelatnicima i članovima obitelji.

## Prehrana
Pošto su pacijenti koji su podvrgnuti terminalnoj sedaciji obično u posljednjim satima ili danima života, oni obično ne konzumiraju veće količine hrane. Nije provedeno niti jedno konkretno istraživanje koje bi ukazivalo na korist uvođenja umjetne prehrane (TPN, hranjenje na cijev...) ili umjetnu hidraciju (potkožno ili intravensko). Također, postoji rizik
da intravenska prehrana može pogoršati simptome, osobito respiratorne sekrete i plućnu kongestiju. Ako je cilj palijativne sedacije udobnost, intravenska prehrana obično nije u skladu s tim ciljem. U Velikoj Britaniji je prije pokretanja terminalne sedacije obavezna rasprava o opasnostima, prednosti te cilju same prehrane.

## Sedacija vs. eutanazija
Nema dokaza da je sedacija prouzrokovala smrt pacijenta, stoga ju ne poistovjećujemo s eutanazijom. Pred kraj života sedacija se koristi jedino ako pacijent svoju bol smatra nepodnošljivom i da nema drugih načina olakšavanja njihovih tegoba. U palijativnoj skrbi doze sedativa su titrirane kako bi pacijentu bilo ugodno te kako se ne bi ugrozilo disanje i ubrzala smrt. Smrt proizlazi iz osnovnog zdravstvenog problema.
Pacijenti, ili njihovi zakonski zastupnici, jedino imaju pravo odbiti liječenje, ali ne mogu zahtijevati tretman koji bi im spasio život ili bilo koji drugi takav postupak. Međutim, ako pacijent zapadne u besvjesno stanje, liječnički tim može napraviti ono što bi bilo najpogodnije za oboljelog. Zbog volje za životom, pod nadležnosti zakona Ujedinjenog
Kraljevstva, pacijent može odbiti palijativnu njegu i terminalnu sedaciju ili bilo koji lijek koji onemogućuje pacijentu disanje.

## Prava

### SAD
Tijekom 2008. godine američko medicinsko vijeće za etička i sudska pitanja odobrilo je etička pravila koja se odnose na palijativnu sedaciju.

### Švedska
U listopadu 2010. godine švedska liječnička komora omogućila je smjernice koje dopuštaju palijativnu sedaciju čak i ako pacijent izrazi želju da ga se ne probudi ponovno. 
|  | Molimo pročitajte upozorenje o korištenju medicinskih informacija. Ne provodite liječenje bez savjetovanja s liječnikom! |